# 哲学怀疑论
哲学怀疑论（；来自希腊语  skepsis ，意为“探究”）是一系列质疑知识可能性的哲学观点。它与其他形式的怀疑论不同，因为它甚至质疑属于基本常识的、似乎非常合理的知识主张。哲学怀疑论者通常分为两大类：一类直接针对知识，而不关心自身的正当性；另一类则主张应悬置判断一切命题。这种区别来自于古希腊哲学中学院怀疑论者和皮浪怀疑论者之间的差异。在后一种意义上，怀疑主义被理解为一种帮助实践者实现内心平静的生活方式。
哲学怀疑论对认识论具有关键意义，因为它对知识的基础提出了质疑。

## 概述
哲学怀疑论是怀疑主义的一种重要形式，是指对被广泛接受的知识主张持怀疑态度的一种哲学思想。普通的怀疑主义一般是对各种知识主张的质疑态度。哲学怀疑论与普通的怀疑论的主要差别在于，它甚至拒绝那些看似确定的基本常识。出于这个原因，它有时被称为彻底的怀疑。有部分哲学怀疑论甚至宣称一个人无法知道“我有两只手”或“太阳明天会出来”。
大多数哲学家认为，我们对一个命题除了相信和不相信之外，第三种可能的信念态度是“悬置判断”。悬置判断并非不采取任何态度，而是与相信和不相信并列的一个真诚信念。一种对哲学怀疑论的定义是：对命题域 F 的怀疑论指这样一种主张，即对 F 中的命题唯一合理的态度是悬置判断。
哲学怀疑论对知识的否认通常与“应当悬置对可疑命题的信念”的要求有关。哲学怀疑论通常基于这样一种观点，即无论一个人多么确信某个信念，这一信念仍可能是错误的。因此，信念不等于知识。哲学怀疑论源于大多数或所有信念都可能是如此的考虑。
较弱形式的哲学怀疑论将这种拒绝限制在特定领域，如外部世界或道德学说上。一部分弱哲学怀疑论并不拒绝知识本身，但仍然否认人们可以绝对确定任何事。激进哲学怀疑论不仅仅是拒绝某些形式的被普遍接受的知识，而是拒绝所有形式的知识。在这方面，我们在某些情况下可能拥有相对可靠的信念，但这些信念永远不会成为知识。激进哲学怀疑论的捍卫者寥寥无几；它更常被用作检验理论的工具，用以探索一个理论以暴露它的弱点或改进它。
在古典哲学中，怀疑主义不仅被视为一种关于知识存在的理论，而且被视为一种生活方式。这种观点的动机是，悬置对各种问题的判断会带来内心的平静，从而有助于怀疑论者的幸福。

### 分类
怀疑主义可以根据其质疑的范围进行分类。局部怀疑论涉及对特定知识领域的怀疑（例如道德怀疑论、对外部世界的怀疑论或对其他思想的怀疑论），而全局怀疑论则怀疑所有领域的知识。
怀疑论也可以根据其方法进行分类。西方哲学有两种基本的怀疑论方法：笛卡尔怀疑论（又称学院怀疑论）和皮浪主义怀疑论。笛卡尔怀疑论相信，对某一命题域 F，“我们应当对该命题领域 F 中的任何命题悬置判断”这一命题。而皮浪主义怀疑论不仅怀疑一阶命题，也怀疑对二阶或更高阶命题，并相信悬置判断是对任何命题唯一合理的态度。也就是说，我们可以通过改变命题域 F 来生成不同版本的笛卡尔怀疑论，但对于皮浪主义怀疑论来说，F 包括所有命题。
在笛卡尔怀疑论中，外部世界怀疑论是一个显著版本，即质疑任何有关“外部世界”的命题（而非有关主体自身思想的命题）。这也是笛卡尔在《第一哲学沉思集》中使用的怀疑论方法。
皮浪主义通过悬置判断来寻求内心的平静。皮浪主义有许多模式来引发悬置判断。皮浪主义怀疑论对当代认识论的重要性主要来自于这些模式，特别是其中被统称为“阿格里帕模式”的一个子集。阿格里帕的三种模式以下列方式共同发挥作用：人们可以根据其他主张来证明一项主张的正确性，但这会导致证明无限倒退；可以进行教条式断言，但这无法构成证明；可以使用循环推理，但这无法证明结论。

### 怀疑情景
怀疑情景是一种假设情况，可用于对特定主张或主张类别持怀疑态度的论证。通常情况下假设存在欺骗我们的感官的欺骗力量并破坏知识的正当性，否则被认为是正当的，并且被提出来质疑我们对知识的普通主张，因为我们不能排除怀疑的可能性场景是真实的。怀疑论情景在现代西方哲学中受到了极大的关注。
现代西方哲学中第一个主要的怀疑论场景出现在勒内·笛卡尔的《第一哲学沉思录》中。在第一沉思的结尾，笛卡尔写道：“我要假定有某一个妖怪，...这个妖怪的狡诈和欺骗手段不亚于他本领的强大，他用尽了它的机智来骗我。”
- “邪魔问题”（“笛卡尔的邪魔”）：最早由勒内·笛卡尔提出。它引发了一种可能性，即某一存在可能会故意误导一个人错误地相信你以为是真实的一切。
- “缸中之脑”假说：一个人可能是一个没有实体的大脑，在一个大桶中维持生命，并由一位疯狂的科学家提供错误的感官信号。由于缸中之脑无法知道它是缸中之脑，因此你无法证明你不是缸中之脑。
- “梦论”：笛卡尔和庄子都提出的，关于难以分辨现实与梦境的假设。
- “五分钟假设”：最著名的版本由伯特兰·罗素提出，表明我们无法证明世界不是五分钟前创造的。
- “模拟现实假说”或“矩阵假说”：每个人，甚至整个宇宙，都可能处于计算机模拟或虚拟现实之中。
- “唯我论”：声称关于世界的知识其实是自我的幻觉。

### 认识论怀疑论
作为一种认识论观点的怀疑论质疑知识是否可能。这与其他已知的怀疑论实践（包括笛卡尔怀疑论）不同，因为它针对的是一般知识而不是个别类型的知识。
怀疑论者认为，对某事的信仰并不能证明对它的了解是正确的。在这一点上，怀疑论者反对基础主义。基础主义认为有一些基本信念是自圆其说的，或者是不证自明的（这种基础主义的一个例子可以在斯宾诺莎的《伦理学》中找到。) 
有两种不同类别的认识论怀疑主义，可称为温和怀疑主义和坚定怀疑主义。这两种形式形成鲜明对比，但都是真正的怀疑主义形式。温和的怀疑主义不接受“强”或“严格”的知识主张，但确实认可特定的较弱的知识主张。这些较弱的主张可以被赋予“虚拟知识”的称呼，但必须是经证明的信念。一些温和的怀疑论者同时也支持可谬论，认为知识不需要确定性，并且在实践中，许多信念的是足够确定的，以至于可以安全地按照它们采取行动，来过上有意义的生活。坚定的怀疑主义拒绝虚拟知识和强知识的主张。根据一个人的观点以及他们对知识的描述，可以不同地确定知识是强的、弱的、虚拟的还是真实的。坚定的怀疑论者认为，客观真理是不可知的，人应该生活在孤立的环境中，以获得心灵的平静。这是因为在他们看来，一切都在变化和相对。拒绝做出判断是最重要的，因为没有知识，只有可能的意见。

### 批评
哲学怀疑论，尤其是激进哲学怀疑论遭受了各种批评。最强烈的批评之一指出哲学怀疑论是自相矛盾的。这一批评认为哲学怀疑论在拒绝知识的存在的同时，也在主张知识：声称没有知识本身似乎就是一种知识主张。这个问题尤其针对否认任何形式的知识的哲学怀疑论。因此，全局怀疑论者否认存在任何被合理证明的主张，但随后又试图通过论证来合理证明他们的否认。一些哲学怀疑论者通过将对知识的否认限制在某些领域内来回应这一批评。另一种防御是将哲学怀疑论理解为一种工具或方法论，而不是一种理论。在这种情况下，尽管它作为一种理论存在缺点，但仍可以被富有成效地用于拒绝和改进哲学系统。
另一种批评认为哲学怀疑论极度违背直觉，并与日常生活相去甚远。例如，即使在心理上可能做到暂时悬置所有信念，但这种做法在实际中似乎也是不可行的——哪怕可行也不是明智之举，因为“一个彻底怀疑的人最终会饿死、撞墙或跳楼”。批评者认同哲学怀疑论的部分论据，但在他们看来，这些论据并不足以支持激进的怀疑主义结论。一些哲学家认为，常识性信念比怀疑论者的复杂论证更可靠。例如，乔治·爱德华·摩尔试图通过一个简单的观察来反驳对外部世界是否存在的怀疑：他有两只手。对摩尔来说，这种观察是可靠的知识来源，而且与对外部世界的怀疑主义不相容，因为它意味着至少有两个物理对象存在。
一个与上文密切相关的反对意见认为，由于激进怀疑主义的难以置信和与日常生活过大的距离，它几乎没有实用价值。亚瑟·叔本华将激进怀疑主义的立场比作一座最好被忽视的边境堡垒：它固若金汤，但它的驻军并不构成任何威胁，因为它从未踏出堡垒。对该反对意见的一种辩护是，激进怀疑主义的批判态度对各种哲学理论的认识基础不断进行挑战。当哲学家们试图修改受影响的理论以避免怀疑主义问题时，它经常会激起一些创造性回应。因此，它的意义并不仅仅局限在怀疑哲学家中，更对整个哲学史产生了重要影响。
皮埃尔·勒·莫万认为，对哲学怀疑论的常见的负面反应有两种：第一种将怀疑主义视为对各种哲学理论的威胁，并努力反驳它。第二种观点认为，哲学怀疑论是一种无用的干扰，最好完全避免它。 莫万认为应该采取一种积极的第三种选择：将怀疑主义用作哲学工具，用于克服偏见并培养实践智慧。

## 西方怀疑论史

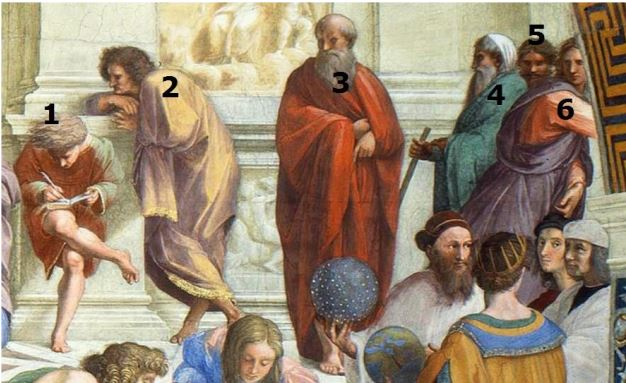
拉斐尔画作《雅典学院》中的怀疑论者。 1. 皮索多罗斯 2. 阿尔克西拉乌斯 3. 卡尔内阿德斯 4. 伊利斯的皮浪 5. 斐利亚修斯的第蒙 6. 无神论者西奥多罗斯

### 古希腊怀疑论

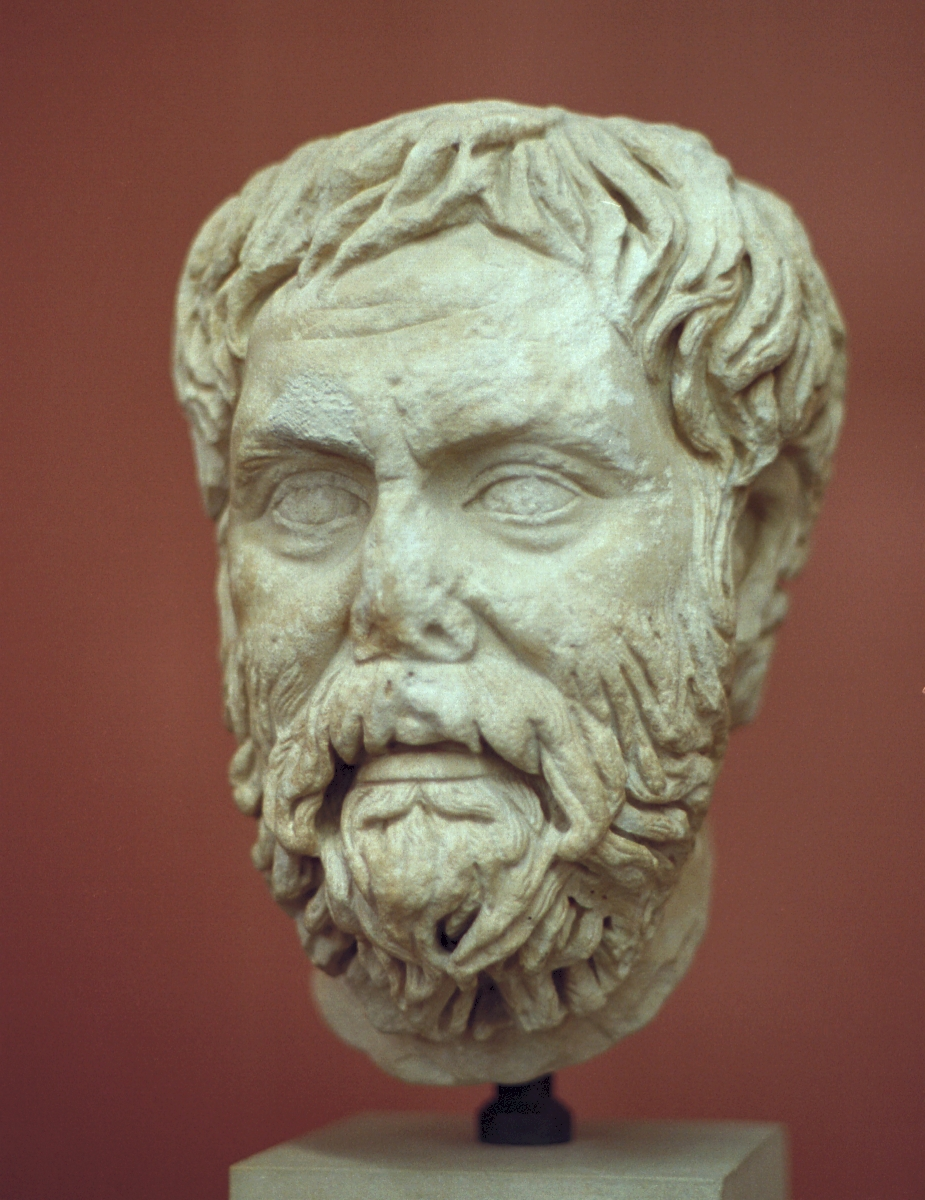
皮浪，大理石头像，罗马副本， 科孚考古博物馆

古希腊的怀疑论者并不是当代意义上的“怀疑论者”，即有选择性的、局部的怀疑。他们关注的是认识论的问题，认为真理的主张无法得到充分的支持；以及心理治疗的问题，认为信仰会造成精神的不安。
西方的系统怀疑论传统至少可以追溯到埃利斯的皮罗（Pyrrho of Elis，约公元前360年），也可以说到色诺芬尼（Xenophanes，约公元前570年）。一部分怀疑论也出现在5世纪的诡辩家中：“[他们]发展的辩论形式是怀疑论证的祖先。他们以能以有说服力的方式为问题的双方进行争论而感到自豪。”

#### 皮浪主义
与其他希腊哲学一样，皮浪主义的目标是幸福。皮浪主义者通过实现心神安宁（ataraxia，一种无忧无虑的心态）来寻求这一目标。他们发现这种状态可以通过对不明显的事物产生一种悬置（epoché，悬置判断）的状态来引发。将一种教条与另一种教条对立以破坏信仰，以及质疑一种信仰是否合理可以产生悬置。为了支持这一质疑，皮浪主义者发展了怀疑论证（埃内西德莫斯的十种模式和阿格里帕的五种模式）来证明信念无法被证明。

##### 埃利斯的皮浪
根据其学生斐利亚修斯的第蒙对皮浪生平的记述，皮浪推崇一种使人变得快乐和平静的方式：
“事物本身是同样漠然的，不稳定的，不确定的，所以我们的感受和我们的意见都既不是真的也不是假的。因此，我们不能相信它们，而要没有意见，没有偏见，没有动摇，对每一件事都说它同等是与不是，或者既是又不是，或者既非是也非不是。”

##### 埃奈西德穆
皮浪主义在皮浪的学生第蒙去世后逐渐消亡。柏拉图学院逐渐变得更加教条，以至于在公元前一世纪，埃内西德莫斯谴责学院派是“斯多葛学派对抗斯多葛学派”，与学院决裂以复兴皮浪主义 。埃内西德莫斯对怀疑论最著名的贡献是他现已失传的著作《皮浪话语》，我们仅能通过佛提乌 、塞克斯图斯·恩丕里柯以及第欧根尼·拉尔修才知道这本书的存在。与埃内西德莫斯最密切相关的怀疑论论点是上面描述的十种旨在引发悬置的模式。

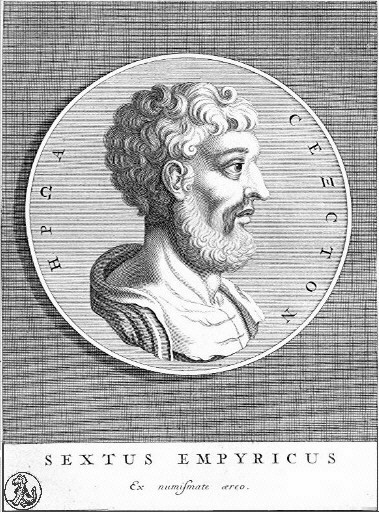
塞克斯图斯·恩丕里柯

##### 塞克斯图斯·恩丕里柯
塞克斯图斯·恩丕里柯的作品（写于约公元200年）是古代皮浪主义的主要幸存记录。在塞克斯图斯之前很久，柏拉图学院就已经放弃了怀疑主义并被正式摧毁。塞克斯图斯整理和进一步发展了皮浪主义者的怀疑论证，其中大部分是针对斯多葛派的，但也有针对所有希腊化哲学学派的论证（包括学院派怀疑论者）。
作为幸存的希腊怀疑主义者中最系统的作者，塞克斯图斯指出，怀疑主义至少有十种模式。这些模式可以分为三类：怀疑主观感知者、怀疑客观世界、怀疑感知者与世界的关系。他的论证如下：
从主观上讲，人们的感官和推理的能力可能存在差异。既然知识是感官或推理的产物，而且两者都不可靠，那么知识似乎会面临困境。例如，色盲患者看到的世界与其他人大不相同。此外，人们甚至不能根据理性的能力来偏好某种知识，即把理性的动物视为比非理性的动物拥有更多知识的载体，因为非理性的动物善于驾驭它们的环境，这表明它们也具有关于环境的某些方面的知识。
其次，个人的个性也可能影响他们的观察，因为（有人认为）偏好是基于感官印象的，偏好的差异可以归因于人们受对象影响的方式的差异。（恩丕里柯：56）
第三，每个独立感官的感知似乎与其他感官没有任何共同之处：例如，“红色”这个颜色与触摸红色物体的感觉几乎没有关系。当我们的感官彼此“不一致”时，这一点尤为明显：例如，海市蜃楼呈现出某些可见的特征，但对任何其他类型的感官都没有反应。在那种情况下，我们的其他感官会胜过视觉的印象。但一个人也可能缺乏足够的感官能力来理解整个世界：如果一个人有额外的感官，那么他可能会以目前的五种感官无法告诉我们的方式来了解事物。鉴于我们可以通过诉诸其他感官来证明某些感官是不可靠的，那么相对于一个人所缺乏的更完美的感官而言，我们的感官可能是不完整的。因此，我们所有的感官都可能是不可靠的。 （恩丕里柯：58）
第四，当一个人感知任何事物时，我们所处的环境可能是自然的或不自然的，即，一个人可能处于清醒或睡眠状态。但是，世界上的事物完全有可能真的和那些处于非自然状态的人看起来的一样（即，假如一切都是精心设计的梦）。（恩丕里柯：59）
人们可以根据客观“事实”和主观经验之间的关系，提出怀疑理由。物体的方位、距离和位置似乎会影响人们对它们的感知：例如，从一端看时门廊可能呈锥形，但从另一端看则是对称的。因为这些特征不同，所以相信该对象同时具有这两种属性就是相信它具有两种相互矛盾的属性。那么由于经验上的矛盾，人们必须悬置对它的属性的判断。（恩丕里柯：63）
人们还可以观察到，从某种意义上说，经验污染了所感知的事物。任何给定的感知——比如对椅子的感知——总是在某种环境中产生的，比如在一张桌子旁边，或者放在一个垫子上等等。既然如此，人们往往只能在与之相关的其他事物的背景下讨论概念，因此，人们永远无法知道事物的真实本质，而只能知道它在特定背景下是如何呈现于我们的。（恩丕里柯：64）
沿着同样的思路，怀疑论者可能会坚持认为所有事物都是相对的，他们的论点是：
1. 绝对表象要么不同于相对表象，要么没有区别。
2. 如果绝对与相对没有区别，那么它们就都是相对的。
3. 如果绝对与相对不同，那么它们就是相对的，因为所有不同的事物都必须与某物不同；而与某物“不同”就是相对于某物。（恩丕里柯：67)

最后，人们有理由不相信通过观察理解对象本身就能获得任何知识。事物在孤立的状态下可能会呈现出与其在整体状态下完全不同的特征：例如，山羊角被磨成粉末后呈现为白色，但完整的角却是黑色的。

##### 怀疑主义论证
古希腊皮浪主义者发展了一系列论证，以说明关于现实的主张不可能被充分证明。其中有两套论据是众所周知的。最古老的一套被称为悬搁判断的十点论式——尽管这是他发明的还是只是将它们从之前的皮浪主义作品中系统化尚不得而知。论式代表了悬搁判断的原因：
1. 不同的动物表现出不同的感知模式；
2. 人类个体之间也存在类似差异；
3. 对于同一个人来说，用感官感知到的信息是自相矛盾的；
4. 此外，它会随着身体的变化而变化；
5. 此外，这种数据还因局部关系而不同；
6. 物体只能通过空气、水分等媒介间接地被认识；
7. 这些物体的颜色、温度、大小和运动永远处于变化之中；
8. 所有的感知都是相对的，并且相互作用；
9. 通过重复和习俗，我们的印象变得不那么重要；
10. 所有的人都是在不同的法律和社会条件下以不同的信仰长大的；

另一组被称为阿格里帕的五点论式：
1. 异议（英语：dissent）——哲学家和一般人之间的意见分歧所表现出的不确定性；
2. 回归论证（英语：Regress argument）——所有的证明都依赖于需要证明的事物本身，以此类推，直到无穷；
3. 相对性——所有事物都随着它们之间的相对关系，或我们看待它们的角度的改变而改变；
4. 默认假设（英语：Tacit assumption）——所断言的真相基于一个不受支持的假设。
5. 循环论证——所断言的真理涉及循环的论据。

维克多·布罗查德认为：“这五点论式可以被认为是有史以来对哲学怀疑主义最激进和最精确的表述。在某种意义上，它们今天仍然是不可抗拒的。”

#### 学院派怀疑主义
皮浪的思想随后影响了柏拉图学院。这种影响首先出现在阿尔克西拉乌斯（公元前 315-241 年）领导下的中学院的学院派怀疑主义中，然后是卡尔内阿德斯领导下的新学院（公元前 213-129 年）。卡尔内阿德斯的学生克莱托马库斯将他的老师的哲学解释为提出了一种基于似真性的认识论。罗马政治家和哲学家西塞罗也是新学院派怀疑主义的拥护者，尽管该学派已经开始回归到更加教条主义的方向。

#### 奥古斯丁论怀疑论

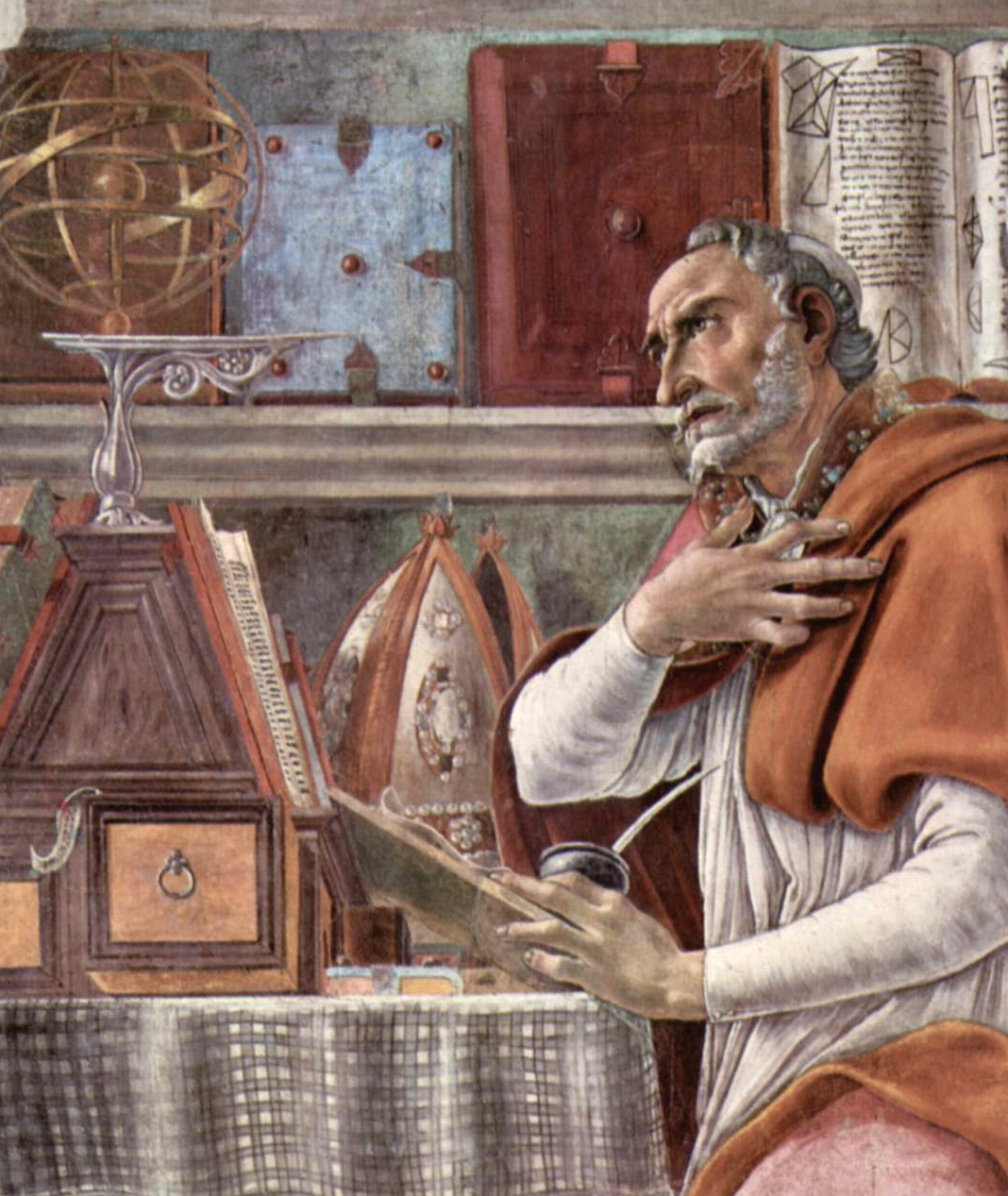
希波的奥古斯丁

公元 386 年，奥古斯丁发表了《反对学术怀疑论者》（Contra Academicos）。该书反对学术怀疑论者（公元前266-90）的主张，理由如下：
- 错误论驳论：奥古斯丁通过逻辑认为哲学怀疑主义不会像学术怀疑论者声称的那样带来幸福。他的论点总结如下：
  1. 一个聪明的人按照理性生活，因此能够获得幸福。
  2. 一个正在寻找知识但从未找到它的人是在犯错的。
  3. 不完美驳论：犯错的人并不快乐，因为犯错是一种不完美，人们不能因不完美而幸福。
  4. 结论：一个仍在寻求知识的人是不会快乐的[48][49]。
- 未赞成驳论：奥古斯丁的论点是，悬置信念并不能完全防止一个人犯错。他的论点总结如下：
  1. 引入错误：设 P 为真。如果一个人为了避免错误而悬置信念而没有相信 P，那么这个人也犯了错误。
  2. 两个旅行者的轶事：旅行者 A 和 B 试图到达同一个目的地。在岔路口，一个贫穷的牧羊人告诉他们向左走。旅行者 A 立即相信他，并到达了正确的目的地。旅行者 B 则悬置信念，转而相信一个衣冠楚楚的市民向右走的建议，因为他的建议似乎更有说服力。然而，这个市民实际上是一个骗子，结果旅行者 B 无法到达正确的目的地。
  3. 通奸者的轶事：一个男人悬置通奸是坏事信念，并与另一个男人的妻子通奸，因为这对他有说服力。根据学院派怀疑主义，这个人不能被指控，因为他在未赞成信念的情况下按照对他有说服力的东西行事。
  4. 结论：悬置信念会使个人面临学院派怀疑论者所定义的错误[48]。

### 怀疑主义在 16 世纪的复兴

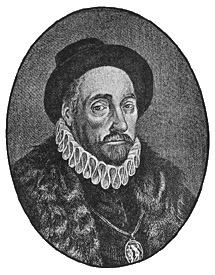
米歇尔·德·蒙田

弗朗西斯科·桑切斯的 That Nothing is Known （1581 年出版）是文艺复兴时期怀疑主义的重要文本之一。

#### 米歇尔·德·蒙田 (1533–1592)
作为 1500 年代怀疑主义复兴的最著名人物，米歇尔·德·蒙田在他的《随笔集》中撰写了关于学术怀疑论和皮浪主义的研究。
他最著名的关于怀疑论的著作出现在一篇主要写于 1575-1576 年的文章“雷蒙·塞邦赞”中，当时他正在阅读塞克斯图斯·恩丕里柯并试图翻译雷蒙·塞邦的著作，包括他对基督教自然存在的证明。对蒙田翻译的反响中包括了对塞邦德证明的一些批评。蒙田在“雷蒙·塞邦赞”中回应了其中的一些，为塞邦类似于皮浪主义的怀疑主义逻辑辩护。他的反驳如下：
1. 声称塞邦的论点薄弱的批评者表明，利己主义的人类认为自己的逻辑优于他人的逻辑；
2. 可以观察到许多动物在某些方面优于人类。为了论证这一点，蒙田以狗为例，说明了它们是有逻辑的，还创造了自己的三段论来理解它们周围的世界。这也是塞克斯图斯·恩丕里柯使用的示例。
3. 既然动物也有理性，那么过度美化人的智力就是一个陷阱——人的愚蠢。一个人的理性不能保证优于另一个人的理性。
4. 宗教甚至提倡无知，这样一个人就可以通过顺从地遵循神圣的指示来学习而不是通过自己的逻辑来获得信仰[53]。

#### 马兰·梅森 (1588–1648)
马兰·梅森是一位作家、数学家、科学家和哲学家。他曾为科学和基督教辩护，反对无神论者和皮浪主义者，以鼓励科学和“新哲学”的发展，其中包括加森迪、笛卡尔、伽利略和霍布斯等哲学家。他与怀疑论有关的一部重要著作是《科学的真理》 。他在其中主张，虽然我们可能无法知道事物的真实本质，但我们仍然可以通过科学推知某些感官知觉的规律和规则。
此外，他指出我们并不怀疑一切，因为：
- 人类确实在某些事情上达成了一致，例如，蚂蚁比大象小；
- 自然法则支配我们的感官知觉，例如光学，它使我们能够消除不准确之处
- 人类创造了直尺、天平等工具来量度事物，并消除如弯曲的船桨、鸽子的脖子和圆塔等疑惑。

皮浪主义者可能会反驳这些观点，说感觉会欺骗人，因此知识会变成回归论证或循环论证。而梅森认为情况不可能如此，因为受到普遍认同的经验法则可以随着时间的推移被假设和检验，以确保它们继续成立。
此外，如果一切都可以被怀疑，那么怀疑也可以被怀疑，如此等等。因此，按照梅森的说法，某些东西必须是真实的。最后，梅森写道，所有的通过反复检验的数学、物理和其他科学知识，都是真实的，并且具有实际使用价值。值得注意的是，梅森是为数不多的接受霍布斯的激进意识形态的哲学家之一——他将其视为一门关于人类的新科学。

### 十七世纪的怀疑主义

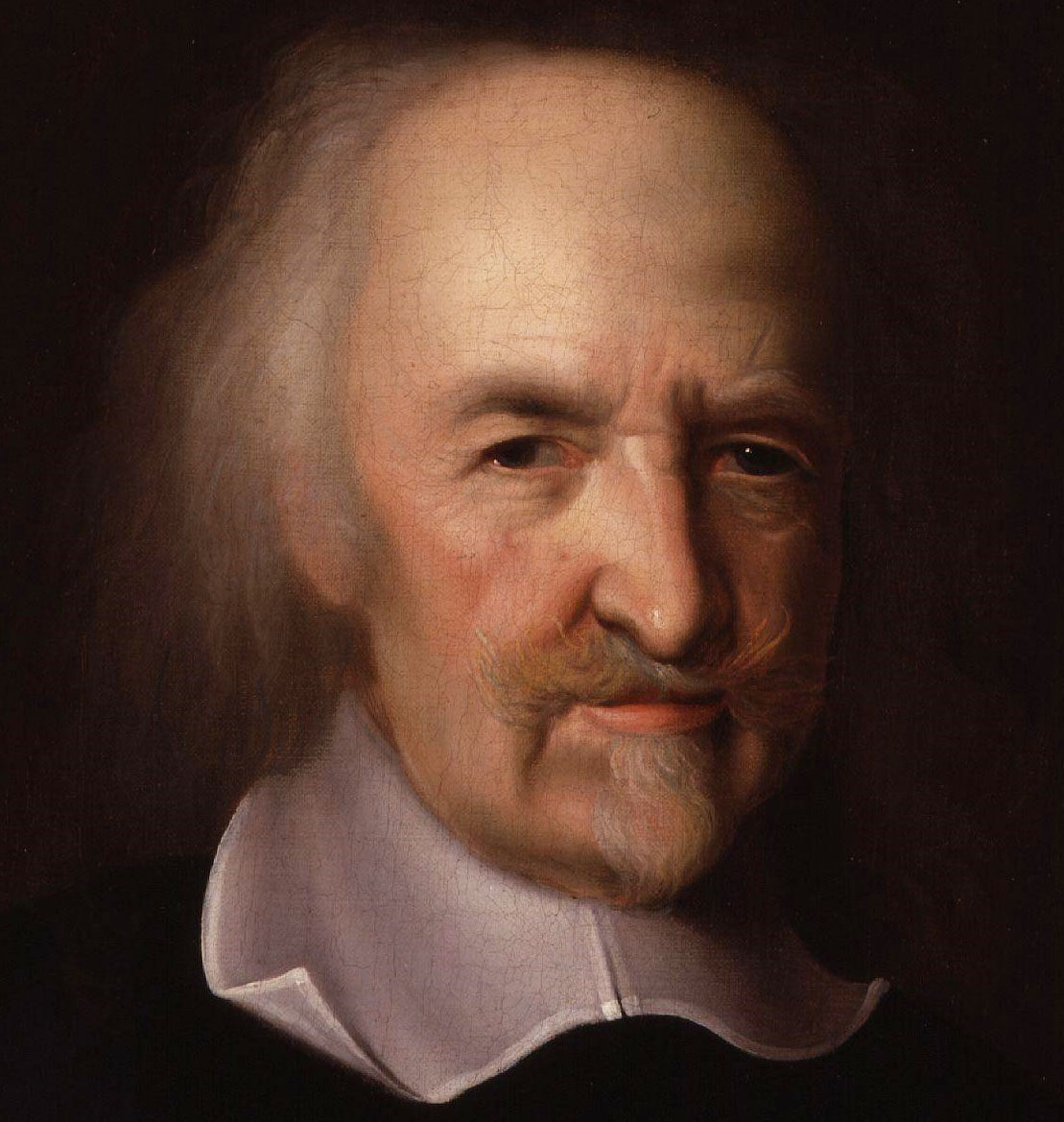
托马斯·霍布斯

#### 托马斯·霍布斯 (1588–1679)
在巴黎长期逗留期间，托马斯·霍布斯积极参与了以怀疑论和认识论为研究对象的主要怀疑论者（如加森迪和梅森）圈子。然而，与他的怀疑论者朋友不同，霍布斯从未将怀疑主义作为他作品中讨论的主要话题。尽管如此，因为质疑摩西五经的作者身份以及对宗教的政治和心理学解释，霍布斯仍然被同时代的人贴上宗教怀疑论者的标签。尽管霍布斯本人并没有进一步挑战其他宗教原则，但他对摩西作者身份的怀疑对宗教传统造成了重大损害，并为后来的宗教怀疑论者如斯宾诺莎和艾萨克·拉佩雷尔进一步一些质疑犹太教-基督教宗教体系的基本信仰铺平了道路。霍布斯创新性地用政治回答了怀疑论和认识论的问题：他相信道德知识和宗教知识在本质上是相对的，没有绝对的真理标准来支配它们。因此，某些关于宗教和道德的真理标准其实来自于政治需求，为了形成一个运作良好的政府和稳定的社会而被设计和建立。

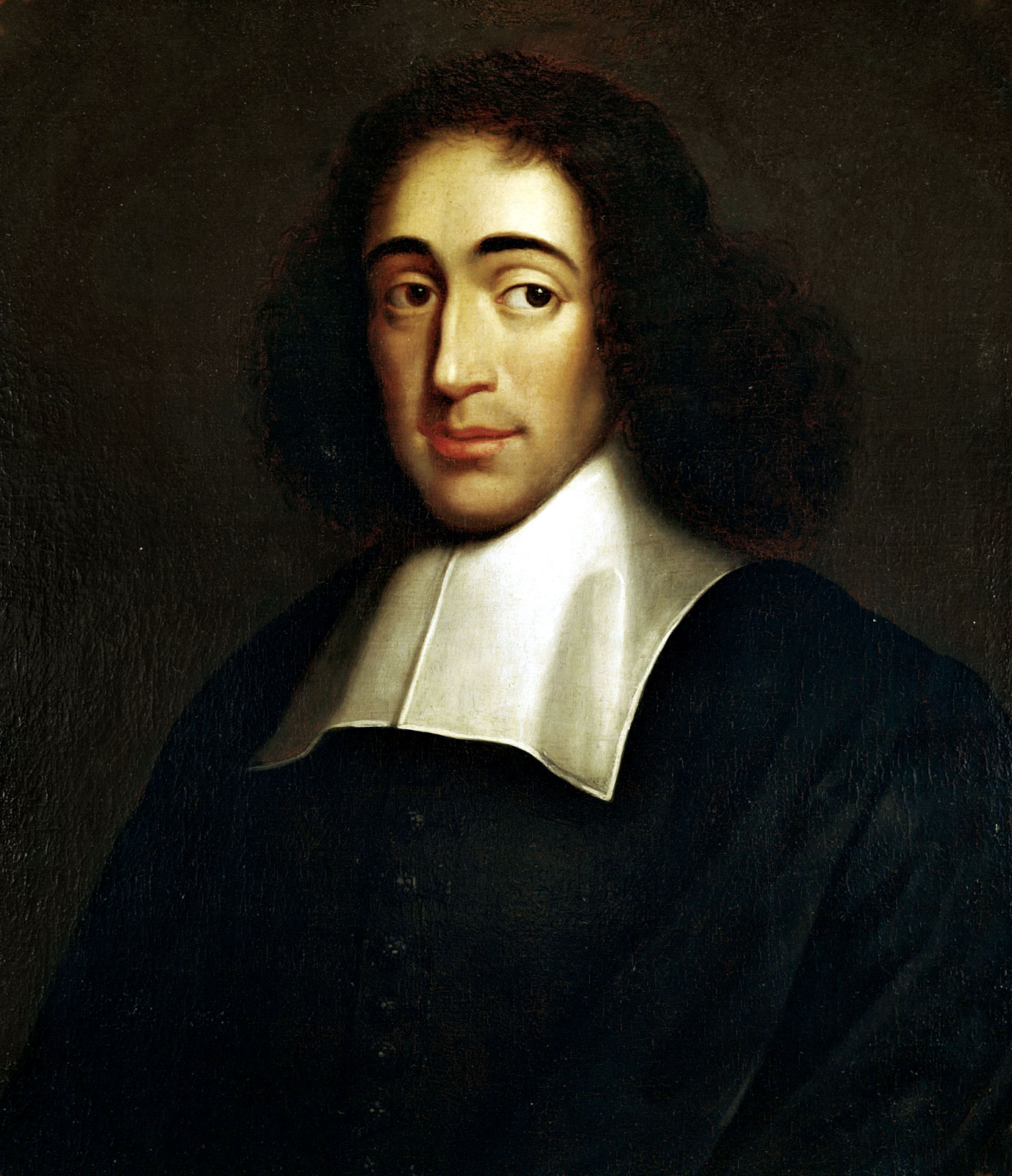
巴鲁克·斯宾诺莎

#### 巴鲁克·斯宾诺莎和宗教怀疑论
巴鲁克·斯宾诺莎是最早的宗教怀疑论者之一。他非常熟悉笛卡尔的哲学，并前所未有地将笛卡尔方法的应用扩展到宗教背景下的文本分析中。斯宾诺莎试图通过考察犹太教-基督教-伊斯兰教体系的两个基础：圣经和奇迹来质疑其知识主张。他认为，所有笛卡尔知识，或理性知识都应该对所有人开放。因此，经文，除了耶稣所写的之外，不应被视为从上帝那里获得的秘密知识，而只是先知们的想象。由此，圣经不能作为知识的基础，只能被简化为古代历史文本。此外，斯宾诺莎还否认了奇迹的可能性，并断言人们之所以认为它们是奇迹，是因为他们缺乏对自然规律的理解。通过否定经文和奇迹的有效性，斯宾诺莎摧毁了宗教知识主张的基础，并将他对笛卡尔知识的理解作为知识主张的唯一权威。尽管对宗教深表怀疑，但斯宾诺莎在理性和理智方面非常反怀疑。他通过将理性与对上帝的承认联系起来，坚定地证实了理性的合法性。所以，怀疑论与对知识的理性方法并非由于对理性知识存在问题，而是由于对上帝的根本缺乏理解。因此，斯宾诺莎的宗教怀疑论和理性的反怀疑论帮助他通过区分神学知识主张和理性知识主张来转变认识论。

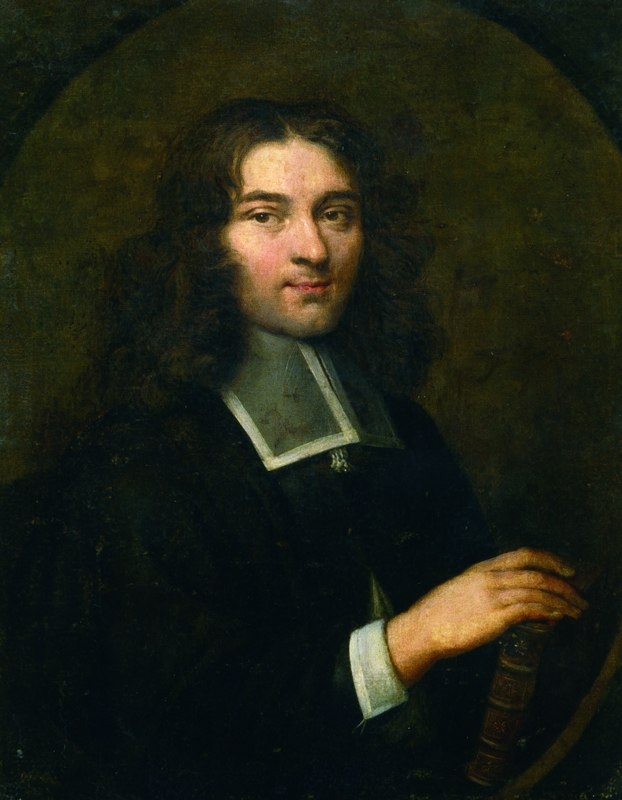
皮埃尔·贝尔（路易斯·费迪南德·艾勒所绘）

#### 皮埃尔·贝尔 (1647–1706)
皮埃尔·贝尔是17世纪末的法国哲学家，因为将怀疑论传统发挥到了极致，被理查德·波普金形容为“超级怀疑论者”。贝尓出生在卡拉贝勒的一个加尔文教家庭，他早年曾在皈依天主教，后回归加尔文教。这种宗教信仰的变化导致他离开法国前往宗教更加宽容的荷兰，在那里他工作并度过了余生。
贝尔认为，真理无法通过理性获得，而所有人类获取绝对知识的努力都必然会失败。贝尔的主要方法是高度怀疑和具有破坏性的：他试图检查和分析人类知识领域中所有现有理论的推理错误与荒谬之处。在他的巨著《历史与批判辞典》中，贝尔费尽心思地找出了几部作品中的逻辑缺陷，以强调理性的绝对无用。贝尔对理性的完全否定使他得出结论：信仰是通往真理的最终和唯一途径。
贝尔在其极具破坏性的作品背后的真正意图仍然存在争议。有些人形容他是一名信仰主义者，而另一些人则推测他是个秘密的无神论者。然而，不管他的初衷是什么，贝尔在其作品中对一些最本质的神学思想的破坏以及对宗教容忍无神论的辩护，确实对即将到来的启蒙时代产生了重大影响。

### 启蒙时代的怀疑主义

#### 大卫·休谟 (1711–1776)
大卫·休谟是启蒙时代最有影响力的哲学怀疑论支持者之一，也是苏格兰启蒙运动和英国经验主义最引人注目的声音之一。他特别支持对归纳推理的怀疑论，并质疑道德的基础是什么，从而创造了“是-应该”问题。
休谟认为，任何连贯的想法必须要么是印象（直接的感知）的心理复制，要么是多种印象的创新性组合的复制。由于某些人类活动，如宗教、迷信和形而上学，并不以任何实际的感官印象为前提，因此他们对知识的主张在逻辑上是不合理的。此外，休谟甚至证明科学只是一种基于“观念的连结”的心理现象：具体来说，是一种因果关系的假设，而这种假设本身并不以任何感官印象为基础。因此，即使是科学知识在逻辑上也是不合理的，实际上不是客观的或可证明的，而更确切地说，仅仅是基于我们的思想基于感知到不同事件之间的恒常连结而产生的脆弱推测。休谟因此对任何确定知识的可能性持极度怀疑态度。最后，他提出，充其量，人性科学是“其他科学的唯一坚实基础”。

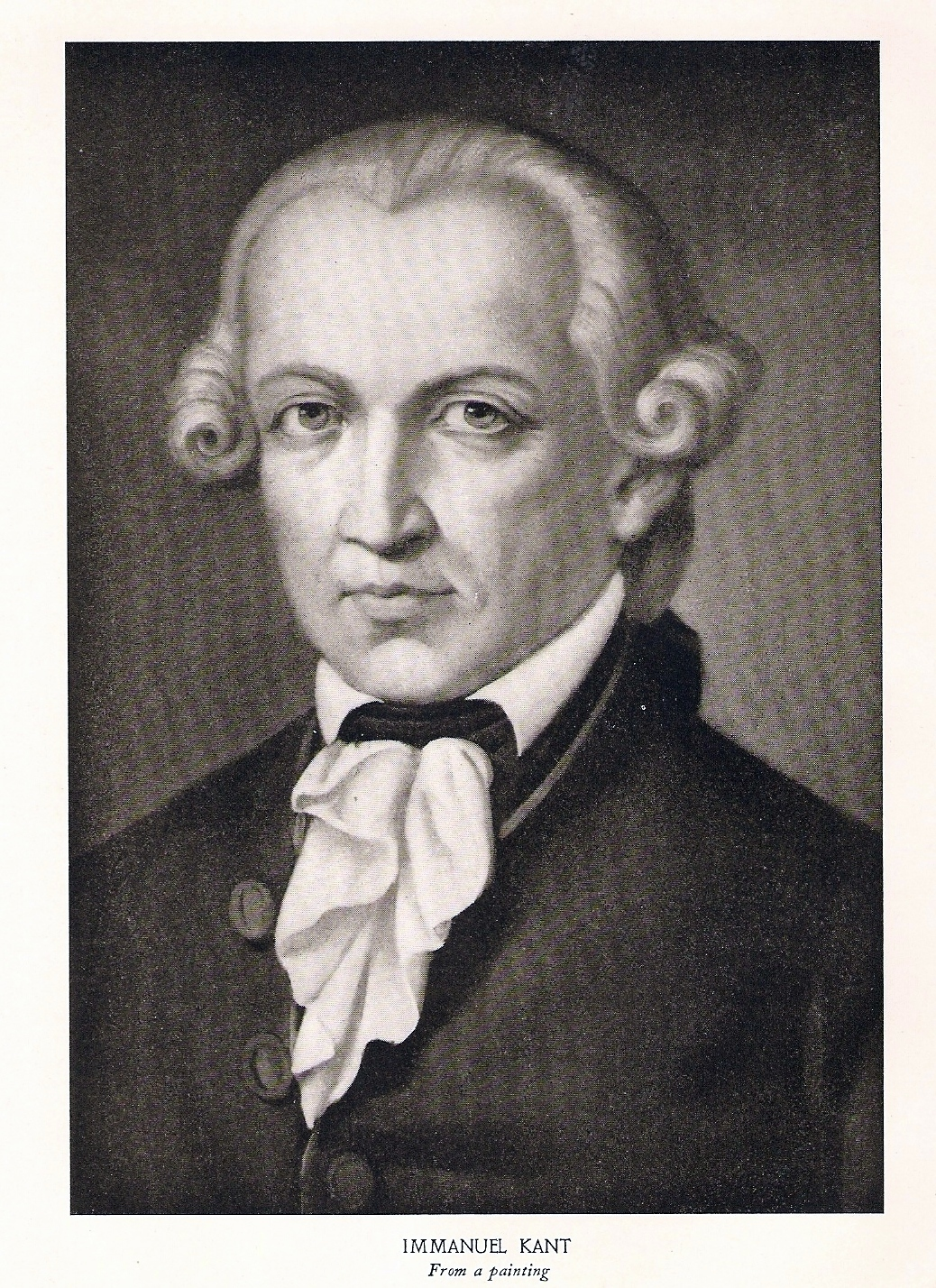
康德

#### 伊曼努尔·康德 (1724–1804)
伊曼努尔·康德（1724-1804 年）试图为经验科学提供一个基础，以对抗大卫·休谟对因果概念的怀疑性处理。休谟认为，不可能对因果概念进行任何分析，这对于约翰·洛克（1632-1704 年）所主要概述的经验主义方案而言也是可接受的。但是，康德试图为经验科学中的知识建立基础的同时，也切断了任何其他知识的可能性，尤其是康德所谓的“形而上学知识”。因此，对于康德来说，经验科学是合法的，但形而上学和哲学大多是非法的。合法与非法之间的这种划分的最重要的例外是伦理学。康德所主张的伦理学原则可以通过纯粹的理性来认识，而无需诉诸经验知识所需的原则。因此，就一般的形而上学和哲学（伦理学除外）而言，康德是一个怀疑论者。这种怀疑主义以及戈特利布·舒兹的明确怀疑主义在德国唯心主义哲学中引起了对怀疑主义的热烈讨论，尤其是黑格尔。康德的认为，现实世界（本体或自在之物）是人类理性无法接近的（尽管自然的经验世界可以为人类理解所知），因此我们永远无法了解世界的终极现实。黑格尔反对康德，认为虽然康德正确的地指出“理解”中的“有限概念”排除了对现实的知识。但实际上，我们并不局限于仅使用“有限概念“，并且可以使用从自我意识中产生的“无限概念”获得关于现实的知识。

### 20世纪的怀疑主义与当代哲学
乔治·爱德华·摩尔在他 1925 年的论文《对常识的辩护》中提出了著名的“这是一只手”论点来反对怀疑主义。摩尔声称，他可以通过举起双手简单地提出以下论证来证明外部世界的存在：“这是一只手；这是另一只手；因此，至少有两个物体；因此，外部世界怀疑论失败了”。他的论证旨在证明常识的正确性并驳斥怀疑论。路德维希·维特根斯坦后来在他的《论确实性》（1969 年遗著）中指出，摩尔的论点建立在普通语言的使用方式上，而不是关于知识本身的任何内容。
理查德·波普金是当代哲学中在怀疑论主题上特别有影响力的学者。他在《怀疑主义的历史：从萨佛纳罗拉到贝尔》 （第一版发行时名为《怀疑主义的历史：从萨佛纳罗拉到笛卡尔》）中对怀疑论史的描述在 1960 年出版后的几十年里一直被认为是该领域当代学术研究的标准。巴里·斯特劳德也出版了许多关于哲学怀疑论的著作，最著名的是他 1984 年的专著《哲学怀疑论的意义》 。从 20 世纪 90 年代中期开始，斯特劳德与理查德·富默顿一起提出了有影响力的反外在主义论点，并支持一种被称为“元认识论怀疑主义”的立场。其他以怀疑论着称的当代哲学家包括 James Pryor 、 Keith DeRose  和 Peter Klein 。

## 非西方哲学中的怀疑论史

### 中国古代哲学

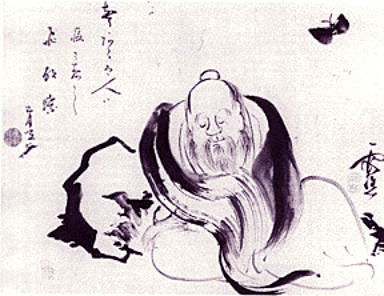
庄子和蝴蝶梦

#### 庄周（公元前 369 年 – 公元前 286 年）
庄周（庄子）是中国古代百家争鸣时期著名的道家思想家。庄周通过其著作《庄子》中的几个轶事表达了他的怀疑思想：
- 《知鱼之乐》：在这个轶事中，庄周与哲学家惠施争论他们是否知道池中的鱼快不快乐。庄周道：“子非鱼，安知鱼之乐？” [85]（秋水篇）
- 《庄周梦蝶》：庄周梦蝶的悖论描述了庄周梦见自己为蝴蝶后产生的困惑：“不知周之梦为胡蝶与？胡蝶之梦为周与？[85]” （论齐物篇）

通过《庄子》中的这些轶事，庄周表明了他对语言和人类交流的局限性，以及普遍真理的不可接近性的信念。这使他成为一个怀疑论者。但他绝不是一个激进的怀疑论者：他只是在说明他的道教信仰的论证中部分地应用了怀疑论的方法。他的道教信仰是教条主义的。

#### 王充 (约27—约100公元年）
王充是公元一世纪儒家怀疑派的领袖人物。他引入了一种理性批判的方法，并将其应用于他那个时代广泛存在的教条主义思想，如现象学（将所有自然现象与人类伦理联系起来的儒家思想）和由国家主导的邪教与民间迷信。他自己的哲学融合了道家和儒家思想，并基于世俗的、理性的实践，以自然事件为基础提出假说来解释宇宙，采用了一种类似于卢克莱修等伊壁鸠鲁哲学思想的自然主义形式。

### 古印度怀疑主义

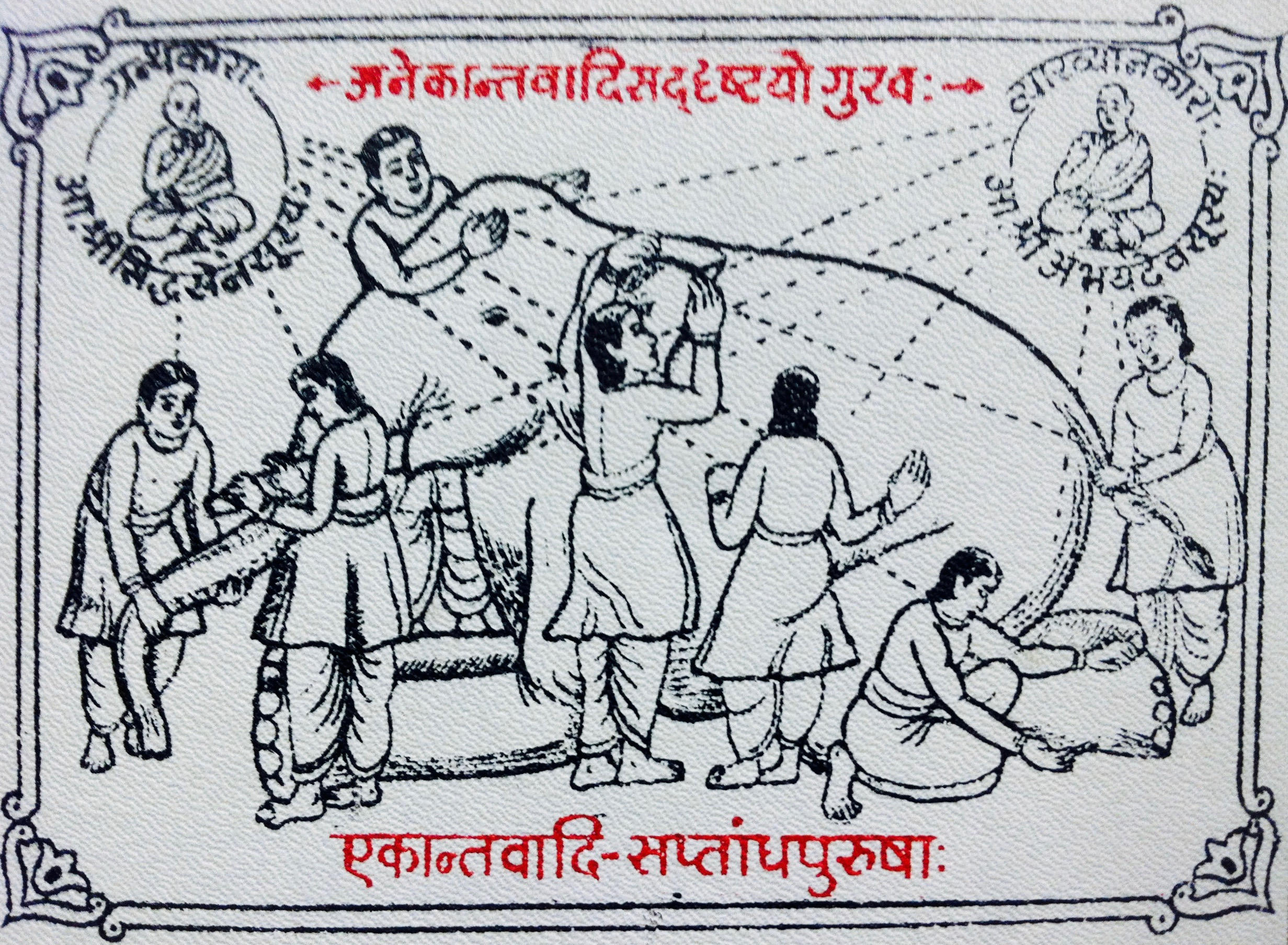
佛教和耆那教中的著名故事《盲人摸象》表现了印度人对教条陈述的怀疑。

#### 无智论（Ajñana）
无智论（Ajñana，字面意思是“非知识”）是古印度哲学的怀疑主义学派。它是一场沙门（śramaṇa）运动，是早期佛教和耆那教的主要竞争对手，亦被记录在佛教和耆那教的文本中。这一学派的人认为既不可能获得形而上学的知识，也不可能确定哲学命题的真值；即使知识是可能的，它对最终的救赎也是无用和不利的。

#### 佛教
历史上的佛陀曾断言某些教义是真实的，例如涅槃（nirvana）的可能性；然而，他也对“无记”（avyākata，字面意思是“无法断言”）和他认为“难以理解”（acinteyya，字面意义是“无法被思考” ）的问题持怀疑主义。因为佛陀认为这些（往往关于形而上学的）问题对修道毫无帮助，只会导致混乱和“见地丛生”，所以他提倡对它们悬置判断。这使他能够在他所认为的主张绝对客观性的极端（与耆那教筏驮摩那的全知主张有关）和极端怀疑主义（与无智论思想家删阇夜·毗罗胝子有关）之间开辟一条认识论的中间道路。
后来的佛教哲学仍然高度怀疑印度形而上学的论点。尤其是佛教哲学家龙树，被视为中观学派的创始人，而中观学派又被与希腊怀疑论相作比较。龙树菩萨说他“没有论点（pratijña）”，这与塞克斯图斯·恩丕里柯的“没有立场”的说法有相似之处。龙树菩萨在他的巨著《中观论》开篇就著名地指出，佛陀声称真正的幸福是通过消除“虚妄的思想”（ prapañca ，也称为“戏论”）而找到的。

理查德·P·海耶斯（Richard P. Hayes）认为，佛教哲学家陈那也是一种怀疑论者，这与大多数早期的佛教哲学是一致的。海耶斯写道：
...在早期佛教和怀疑论者中，人们都可以找到这样一种观点：人对幸福，即最高善的追求，因他对各种事物固执地持有毫无根据和不必要的观点而受到阻碍。我将论证，许多佛教哲学可以被视为打破这种坚持观点的习惯的尝试。
阿德里安·库兹明斯基（Adrian Kuzminski）等学者认为，埃利斯的皮浪在与亚历山大大帝的旅途中可能受到了印度佛教徒的影响。

#### 遮卢婆迦
遮卢婆迦（梵语：चार्वाक）唯物主义学派，也称为顺世论（Lokāyata），是印度哲学的一个独特分支。该学派以 Bārhaspatya-sūtras 之作者遮卢婆迦的名字命名，大约成立于公元前500年。 遮卢婆迦是“六师外道”（nāstika）之一，其思想特点是唯物主义和无神论。这一流派也因强烈怀疑印度宗教的主张而闻名，例如转世和业报。

#### 耆那教
虽然耆那教哲学声称有可能在启蒙时刻实现全知与绝对知识（Kevala Jnana），但他们的“多面性（anekāntavāda）”理论，也被称为相对多元主义原则，允许对哲学和宗教教义进行实用的怀疑性思考（针对未开悟的众生，而非无所不知的“征服者（arihant）”）。
根据这一理论，从不同的角度出发会对真理或现实有不同的感知，没有任何单独的观点是完整的真理。耆那教教义指出，一个物体具有无限的性质和存在方式，因此，由于人类固有的局限性，它们的所有方面和表现形式无法被完全感知。 Anekāntavāda 的字面意思是非片面性或多面性的学说”。 或然主义（Syādvāda）主张“条件观点”，它建议通过在每个表达式上附加加词“Syād”来提供一个多面的表达式。 或然主义不仅是多面性本体论的延伸，而且是一个能够独立存在的逻辑系统。因为现实是复杂的，所以任何一个命题都不能充分表达现实的本质。因此，应该在每个命题之前加上前缀“syāt”，从而赋予它一种限定条件，从而消除陈述中的教条主义。对于耆那教徒来说，完全开悟的人能够从各个方面看到现实，从而拥有万物的终极知识。这种全知的观念遭到了法称等佛教徒的批评。

### 中世纪伊斯兰哲学
学者穆罕默德·安萨里（1058-1111 年）所著的《哲学家的矛盾》标志着伊斯兰认识论的重大转折。安萨里与怀疑主义的相遇使他接受了一种神学偶因论，即相信所有因果事件和相互作用并非物质结合的产物，而是上帝直接和当下的意志。
在安萨里晚年撰写的自传《迷途指津》中，他讲述了一旦认识论怀疑主义的危机被“至高真主投入我的胸膛的一道光...大多数知识的关键”所解决，他便研究并掌握了伊斯兰教义学、伊斯兰哲学和伊斯玛仪派的观点。尽管他对前两种方法的正确部分表示赞赏，但他认为这三种方法都是不充分的，并且仅在他因遵循苏菲主义实践而获得的神秘体验和精神洞察力中找到了最终价值。威廉·詹姆斯在《宗教经验之种种》一书中，将自传视为“希望了解基督教以外宗教的内在本质的纯文学学生”的重要文献，将其与基督教传统中记录在案的个人宗教忏悔和自传文学相提并论。

### 阿兹特克哲学
阿兹特克哲学的记录表明，精英阶层相信一种本质上泛神论的世界观。其中，“teotl”代表一种统一的、潜在的普遍力量。由于其混乱、不断变化的性质，人类无法真正感知 teotl，只能感知它所表现的“面具”。